# Burrillville
Burrillville è una città degli Stati Uniti d'America, nella Contea di Providence, nello Stato del Rhode Island.
La popolazione era di 15.796 abitanti nel censimento del 2000.